# Ot Ferrer i Nin
Ot Ferrer i Nin (Barcelona, 9 de febrer de 1848- 3 de novembre de 1913) fou un advocat i polític català, alcalde de Barcelona en dècada del 1870.
Propietari rural i advocat, fill de Joan Ferrer Roig de Vilanova i de Victòria Nin Bosch també de Vilanova. Pare de Joan Ferrer Nin propietari del Xalet Miramar, era cunyat de Josep Maria de Nadal i Vilardaga. Partidari de la restauració borbònica, fou alcalde de Barcelona entre desembre de 1874 i gener de 1875. El 1882 fou vocal de la Junta de Govern de La Previsión i president del Cercle del Liceu. El 1885 fou vocal del Centre Liberal Monàrquic (després Partit Liberal Fusionista), amb el qual fou diputat de la diputació de Barcelona pel districte 7 de Barcelona el 1880, pel de Palau-Sant Bertran el 1882 i pel de Vic-Berga el 1888.